# Chroococcales
Ordre
Les Chroococcales sont un ordre de cyanobactéries (anciennement appelées algues bleues). 

## Liste des familles
Selon World Register of Marine Species (18 février 2016) :
- famille des Aphanothecaceae
- famille des Chamaesiphonaceae
- famille des Chroococcaceae Rabenhorst, 1863
- famille des Cyanobacteriaceae
- famille des Dermocarpellaceae Christensen, 1978
- famille des Entophysalidaceae Geitler, 1925
- famille des Gloeobacteraceae
- famille des Gomphosphaeriaceae
- famille des Heleochloridaceae Fott, 1974
- famille des Hydrococcaceae Kützing, 1843
- famille des Hyellaceae Borzi, 1914
- famille des Microcystaceae Elenkin, 1933
- famille des Prochloraceae
- famille des Spirulinaceae
- famille des Stichosiphonaceae
- famille des Xenococcaceae Ercegovic, 1932
- Chroococcales incertae sedis

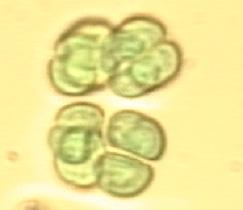
Chroococcus limneticus (Chroococcaceae).
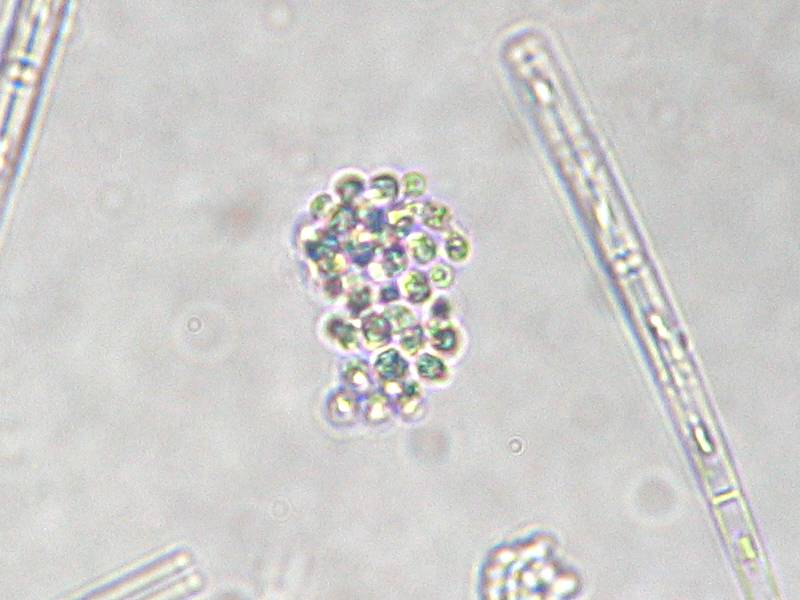
Gonphosphaeria sp. (Gomphosphaeriaceae).
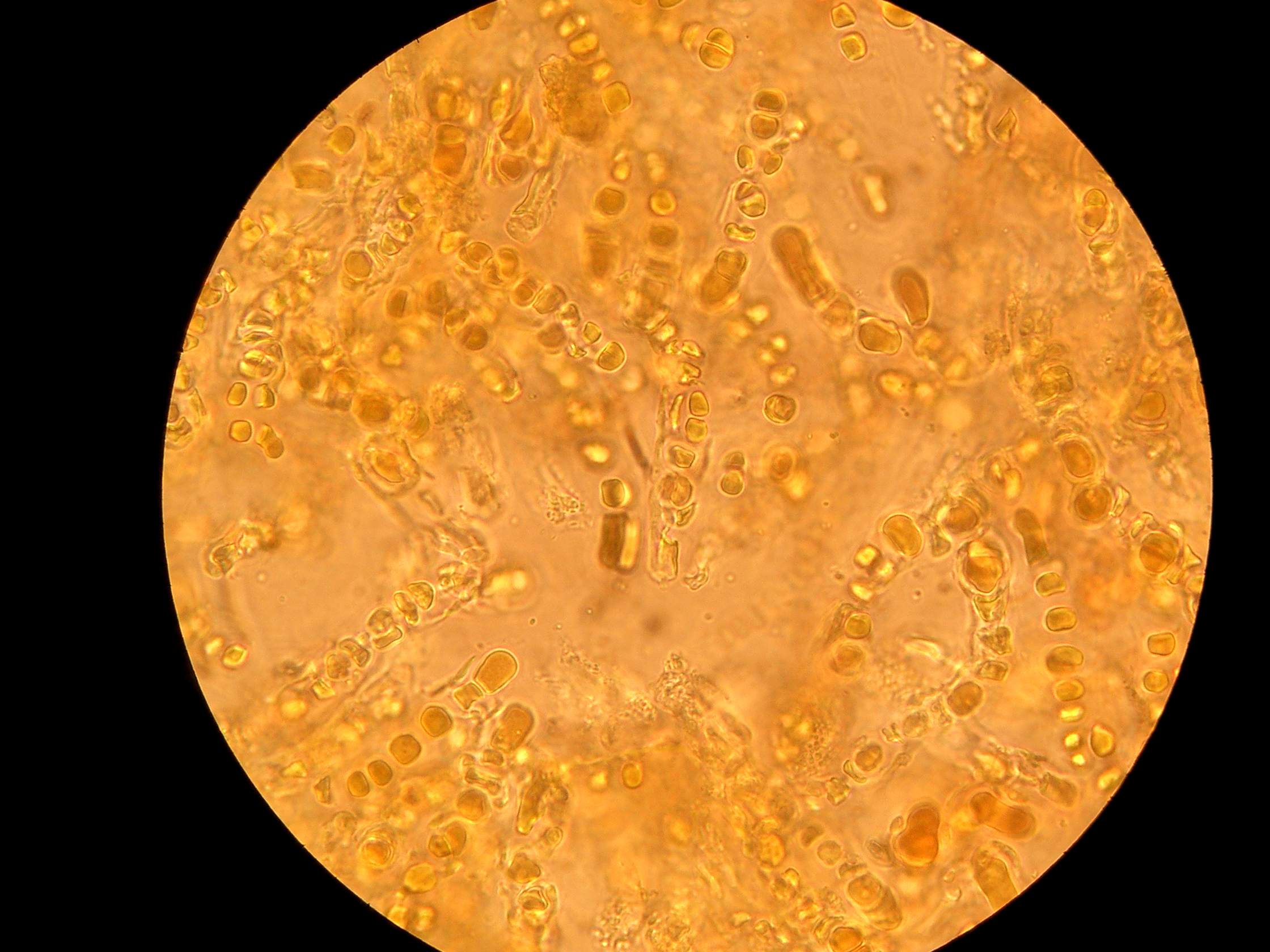
Hyella caespitosa (Hydrococcaceae).
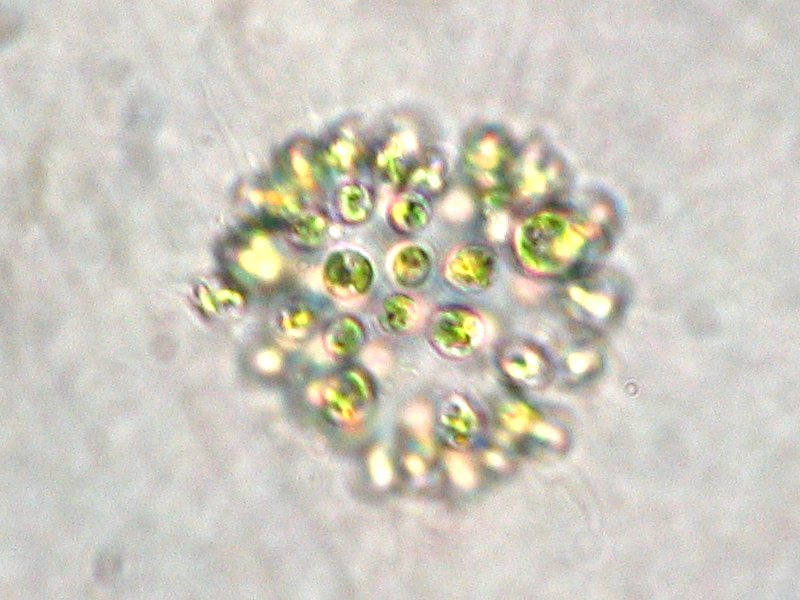
Microcystis aeruginosa (Microcystaceae).